# لويك نيغو
لويك نيغو (مواليد 15 يناير 1991) هو لاعب كرة قدم مجري يلعب في مركز الظهير الأيمن في نادي مول فيهيرفار.